# Tågtoalett

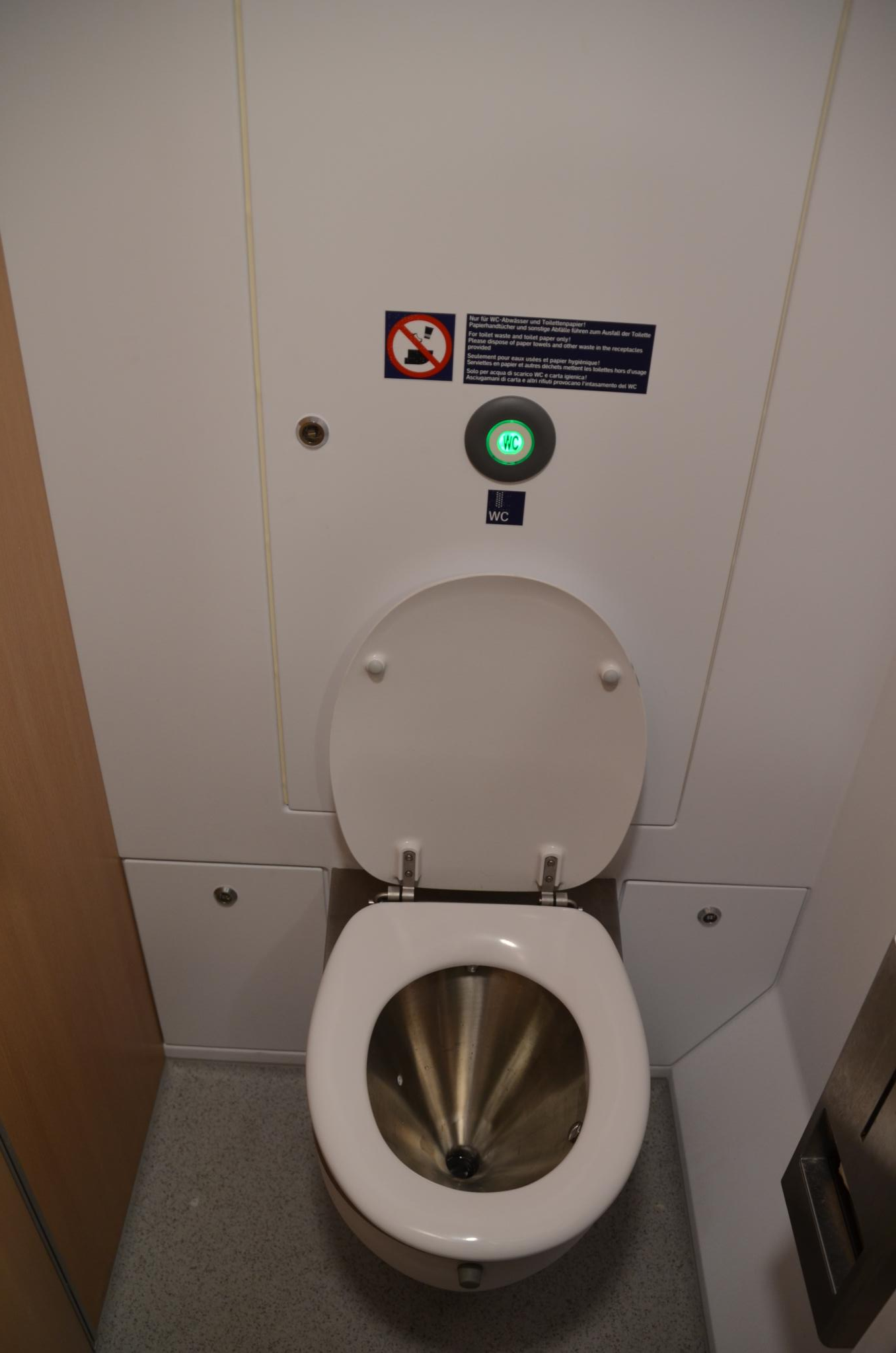
En modern tågtoalett. Toaletten spolas genom att trycka på den gröna knappen som syns på väggen ovanför. Avfallet spolas då ner i en behållare.

En tågtoalett är en toalett i en personvagn eller motorvagn på ett tåg. Tågtoaletten har i äldre vagnar ett hål genom vagnens underrede, som låter avfallet landa på spåret. Sådana toaletter är inte tillåtna att använda när tåget står stilla vid järnvägsstation. Nyare vagnar och motorvagnar har toaletter som samlar upp avfallet.

## Galleri

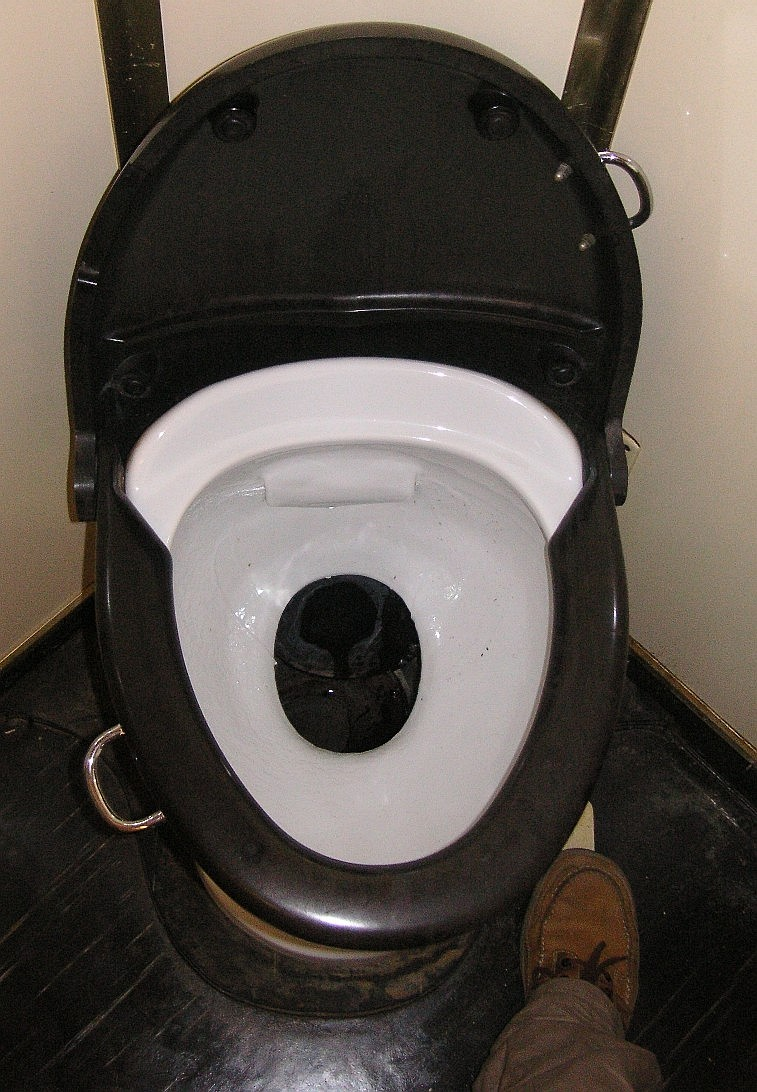
En tågtoalett av äldre typ. Toaletten spolas genom att trampa på en pedal, vilket syns på bilden. Avfallet spolas då ut på spåret. Exemplet på bilden är från Österrike, men i bland annat Sverige var konstruktionen identisk.
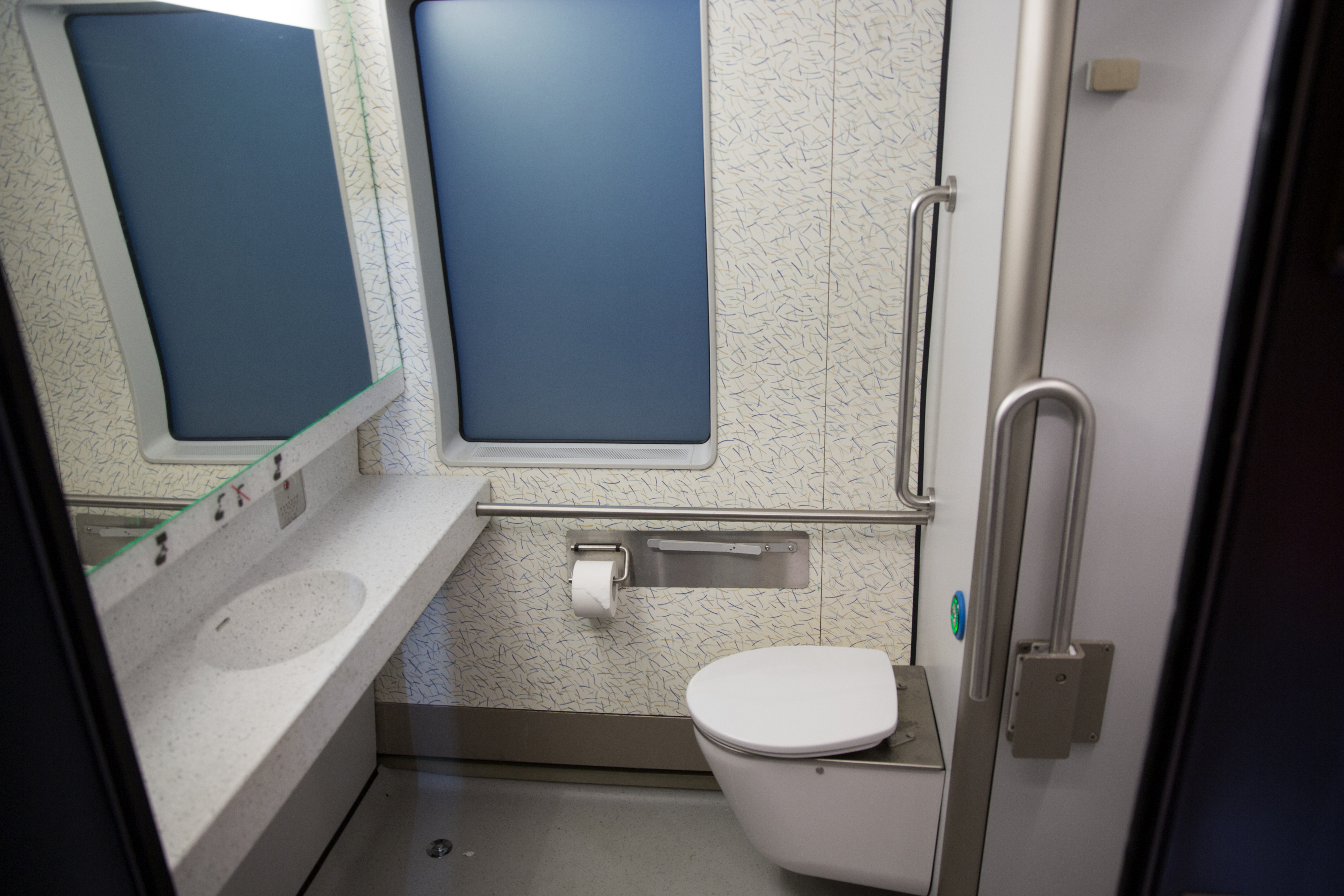
En toalett på ett Öresundståg.